# Lochwiller
Lochwiller es una comuna francesa situada en el departamento de Bajo Rin, en la región de Alsacia.
Limita al norte con Schwenheim, al noreste con Wolschheim, al sureste con Kleingœft, al suroeste con Reutenbourg y al oeste con Marmoutier.
| 260 | 268 | 281 | 322 | 341 | 345 | 353 |
| Para los censos de 1962 a 1999 la población legal corresponde a la población sin duplicidades (Fuente: INSEE [Consultar]) |     |     |     |     |     |     |